# Veton Surroi
Veton Surroi, född den 17 juli 1961 i Pristina i Kosovo i Jugoslavien, är en kosovoalbansk politiker.
Veton Surroi är son till Rexhai Surroi som var en jugoslavisk diplomat.
Han har en examen från den humanistiska fakulteten vid universitetet i Mexico City i Mexico.
Han är utgivare av tidningen Koha Ditore (fritt översatt: Dagsaktuellt). Tidningen och Veton Surroi självt har förhållit sig självständigt från politiska partier och det dåvarande UÇK fram tills att han 2004 startade partiet Partia Reformiste ORA. Ordet orë är dubbeltydigt, det betyder dels klocka, dels den goda fén.
Veton Surroi anses vara moderat och öppen mot den västliga världen. Han var under Bill Clintons presidentskap väl ansedd i USA.
Han har i flera år samarbetat med IWPR (förkortning för Institute for War & Peace Reporting). Han deltog i Project Ethnic Relations’ The New York Roundtable: Toward Peaceful Accommodation i Kosovo i april 1997 och i Rambouillet-förhandlingarna som medlem i den kosovoalbanska delegationen. Han sägs ha spelat en medlarroll i delegationen.
Han gömde sig i Pristina under Kosovokriget 1999.
Han blev medlem i UNMIK:s övergångsråd.
Han har många gånger uttalat sig om förföljelser av etniska serber efter krigets slut.